# Niassa (provins)
Niassa er en provins i Mozambique med en befolkning på 900.000 indbyggere (2002) og et areal på 129 056 km². Lichinga er provinsens hovedby.
Elva Ruvuma udgør store dele af den nordlige grænse til Tanzania.
13°15′S 36°30′Ø / 13.25°S 36.5°Ø